# Wojtek Pszczolarski
Wojciech Pszczolarski, né le 26 avril 1991 à Wrocław, est un coureur cycliste polonais. Il est notamment champion d'Europe de course aux points en 2015 et 2018.

## Palmarès sur piste

### Championnats du monde
- Minsk 2013
  - 13e de la course aux points
- Saint-Quentin-en-Yvelines 2015
  - 14e de la course aux points
- Londres 2016
  - 14e de la course aux points
- Hong Kong 2017
  -  Médaillé de bronze de la course aux points
- Apeldoorn 2018
  - 13e de l'américaine[1]
- Pruszków 2019
  - 4e de la course aux points
  - 8e de l'américaine

### Coupe du monde
- 2012-2013
  - 2e de la course aux points à Cali
- 2017-2018
  - 3e de l'américaine à Manchester
- 2018-2019
  - 2e de l'américaine à Saint-Quentin-en-Yvelines

### Championnats d'Europe
| Édition / Épreuve     | Course aux points | Américaine |
| Anadia 2012 (espoirs) | Or                |            |
| Granges 2015          | Or                |            |
| Berlin 2017           |                   | Bronze     |
| Glasgow 2018          | Or                |            |
| Granges 2023          | 11e               | 11e        |

### Championnats nationaux
| - 2010 - 3e du championnat de Pologne de poursuite par équipes - 2011 - 3e du championnat de Pologne de poursuite par équipes - 3e du championnat de Pologne de course aux points - 2013 - Champion de Pologne de course aux points - 2015 - Champion de Pologne de l'américaine (avec Mateusz Nowak) - 3e du championnat de Pologne du scratch - 2017 - Champion de Pologne de l'américaine (avec Daniel Staniszewski) - 2e du championnat de Pologne du scratch - 2018 - 3e du championnat de Pologne de l'américaine - 2019 - 2e du championnat de Pologne de course aux points - 2e du championnat de Pologne de l'américaine - 3e du championnat de Pologne de l'omnium - 3e du championnat de Pologne du scratch | - 2022 - Champion de Pologne de course aux points - 2023 - Champion de Pologne de l'américaine (avec Filip Prokopyszyn) - 2e du championnat de Pologne de course aux points - 2e du championnat de Pologne du scratch - 2e du championnat de Pologne de l'omnium - 2024 - Champion de Pologne de course aux points - Champion de Pologne du scratch |  |